# Salesville (Ohio)
Salesville és una població dels Estats Units a l'estat d'Ohio. Segons el cens del 2000 tenia 154 habitants.

## Demografia
Segons el cens del 2000, Salesville tenia 154 habitants, 53 habitatges, i 40 famílies. La densitat de població era de 594,6 habitants/km².
Dels 53 habitatges en un 45,3% hi vivien nens de menys de 18 anys, en un 60,4% hi vivien parelles casades, en un 9,4% dones solteres, i en un 24,5% no eren unitats familiars. En el 18,9% dels habitatges hi vivien persones soles el 15,1% de les quals corresponia a persones de 65 anys o més que vivien soles. El nombre mitjà de persones vivint en cada habitatge era de 2,91 i el nombre mitjà de persones que vivien en cada família era de 3,38.
Per edats la població es repartia de la següent manera: un 31,2% tenia menys de 18 anys, un 5,8% entre 18 i 24, un 33,1% entre 25 i 44, un 15,6% de 45 a 60 i un 14,3% 65 anys o més.
L'edat mediana era de 35 anys. Per cada 100 dones de 18 o més anys hi havia 86 homes.
La renda mediana per habitatge era de 37.917 $ i la renda mediana per família de 39.583 $. Els homes tenien una renda mediana de 29.375 $ mentre que les dones 15.250 $. La renda per capita de la població era de 13.250 $. Aproximadament el 7,3% de les famílies i el 12,3% de la població estaven per davall del llindar de pobresa.

## Poblacions properes
El següent diagrama mostra les poblacions més properes.